# Sinusonasus
Sinusonasus ("vlnité nozdry") byl rod troodontidního teropodního dinosaura, žijícího na území dnešní severovýchodní Číny (provincie Liao-ning) v období spodní křídy (asi před 126 miliony let). Typový a jediný dosud známý druh S. magnodens byl formálně popsán čínskými paleontology v roce 2004. Holotyp nese označení IVPP V 11527 a byl objeven v sedimentech souvrství Yixian. V roce 2006 byl v jedné studii zmíněn jako "Sinucerasaurus", jedná se však o mladší objektivní synonymum.

## Popis
Rozměry tohoto dinosaura jsou odhadovány asi na 1,2 metru délky a 2,5 kg hmotnosti.

## Systematické zařazení
Sinusonasus byl vývojově primitivním troodontidem, spadajícím do podčeledi Sinovenatorinae. Jeho blízkým příbuzným tak byl jiný čínský rod Sinovenator.